# Wolfgang Grams
Wolfgang Werner „Gaks“ Grams (* 6. März 1953 in Wiesbaden; † 27. Juni 1993 in Lübeck) war ein Mitglied der terroristischen Vereinigung Rote Armee Fraktion (RAF). Grams tauchte 1984 unter und gehörte anschließend der Kommandoebene der dritten RAF-Generation an. Beim Versuch seiner Festnahme durch die Polizeieinheit GSG-9 in Bad Kleinen wurde er angeschossen und starb nach dem mehrfach gerichtlich überprüften Ermittlungsergebnis der Staatsanwaltschaft Schwerin durch Suizid. Die genauen Umstände seines Todes sind nicht vollständig geklärt; im politisch linken Spektrum hält sich die Ansicht, Grams sei von Beamten gezielt getötet worden.

## Leben
Grams’ Vater Werner hatte sich im Zweiten Weltkrieg freiwillig bei der Waffen-SS beworben. Nach 1945 waren er und seine Frau Ruth aus dem Osten geflüchtet. Wolfgang hatte noch einen Bruder namens Rainer. Wolfgang Grams war von 1959 bis 1963 Schüler der damaligen Knabenvolksschule an der Lorcher Straße und danach der Gutenbergschule in Wiesbaden. In jungen Jahren nahm Grams Geigenunterricht, man bescheinigte ihm ein absolutes Gehör. Außerdem spielte er Gitarre und war später Statist am Wiesbadener Theater. Als Berufswunsch gab er Förster oder Pastor an. Politisch geprägt wurde Grams unter anderem durch die Demonstrationen gegen den Vietnamkrieg. Wegen dieser Erfahrungen verweigerte Grams den Wehrdienst. Seine politische Sozialisation folgte wie die anderer Mitglieder der dritten RAF-Generation den Mustern der zweiten RAF-Generation, indem die Sorge um die gefangenen RAF-Mitglieder mit dem vermeintlichen Vernichtungswillen des „postfaschistischen“ Staates Bundesrepublik in seiner „imperialistischen Verbindung mit den USA“ verschmolzen wurde.

### Rote Armee Fraktion
Nach der Verhaftung des Kerns der ersten RAF-Generation im Juni 1972 (Andreas Baader, Gudrun Ensslin, Ulrike Meinhof, Jan-Carl Raspe, Holger Meins, Gerhard Müller) schloss sich Grams der „Sozialistischen Initiative Wiesbaden“ an. Später engagierte er sich in einer „undogmatischen“ Rote-Hilfe-Gruppe, die die inhaftierten RAF-Mitglieder während des Hungerstreiks 1974 unterstützte. So solidarisierte sich Grams mit den Häftlingen und besuchte einige von ihnen in der von ihm als unmenschlich empfundenen Haft. Zudem übernahm er gelegentlich Kurierdienste für die RAF.
Als 1978 Willy Peter Stoll von einem Polizisten erschossen worden war, fanden sich in dessen Notizbuch Hinweise auf Wolfgang Grams. Grams wurde verhaftet und saß in Frankfurt am Main 153 Tage in Untersuchungshaft. Nach seiner Entlassung erhielt er Haftentschädigung in Höhe von 10 Mark pro Hafttag.
Später lernte Grams Birgit Hogefeld kennen. Als Paar bezogen sie zusammen eine Wohnung. Hogefeld und Grams gingen 1984 in den Untergrund, schlossen sich der Kommandoebene der Rote Armee Fraktion an und bauten die dritte RAF-Generation mit auf. 1985 entdeckte die Polizei eine konspirative Wohnung der RAF in Tübingen und fand Fingerabdrücke von Christoph Seidler, Barbara Meyer, Horst Ludwig Meyer, Thomas Simon, Eva Haule und auch Wolfgang Grams. Am 15. Februar 1987 wurde in der Tagesschau ein Suchaufruf nach Grams und Hogefeld gesendet.
Im Herbst 1990 kam es zum letzten Treffen Grams’ mit seinen Eltern im Taunus.

### Tod in Bad Kleinen
Am 27. Juni 1993 sollte Grams zusammen mit Birgit Hogefeld im Verlauf eines GSG-9-Einsatzes in Bad Kleinen auf dem dortigen Bahnhof festgenommen werden. Die Festnahme von Hogefeld verlief erfolgreich. Grams floh auf den Bahnsteig 3/4 und eröffnete das Feuer auf die nacheilenden Beamten. In dem Schusswechsel traf Grams den 26-jährigen GSG-9-Beamten Michael Newrzella tödlich und verletzte einen weiteren schwer. Er selbst wurde fünfmal getroffen und stürzte schwer verletzt auf die Gleise. Grams wurde per Helikopter in die Notfallaufnahme der Medizinischen Universität zu Lübeck gebracht, wo er kurz darauf starb. Als Todesursache wurde ein an der Schläfe aufgesetzter Kopfschuss ausgemacht. Wolfgang Grams wurde 40 Jahre alt.

#### Bestattung

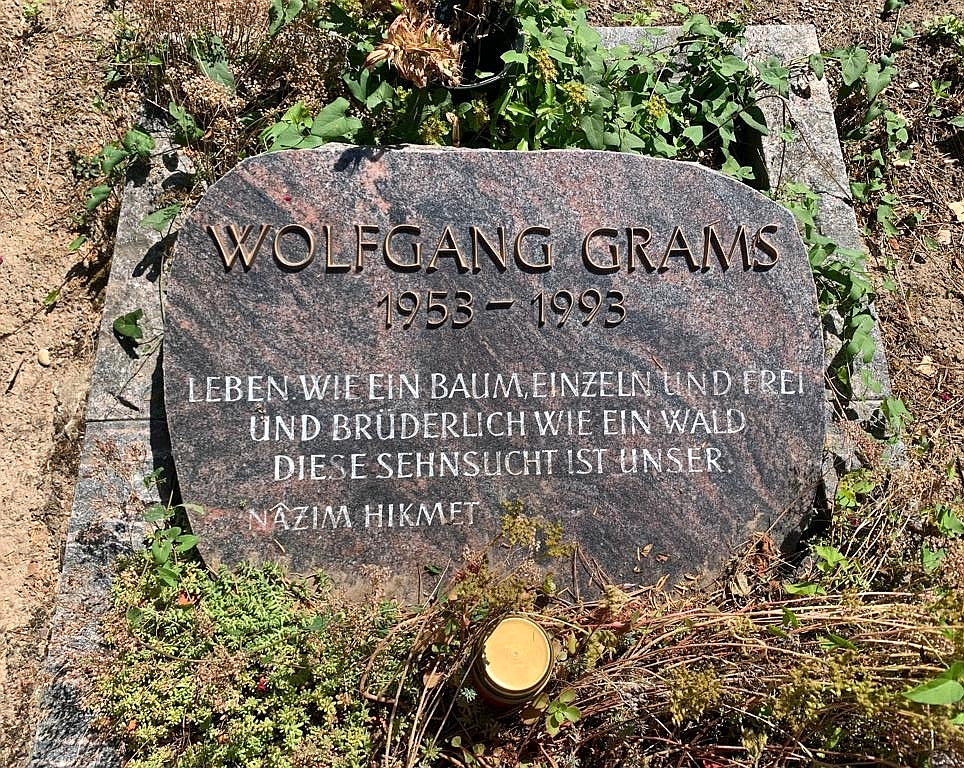
Urnen-Grabstätte von Wolfgang Grams auf dem Wiesbadener Südfriedhof

Grams wurde am 6. August 1993 in einer Urnen-Grabstätte auf dem Wiesbadener Südfriedhof beigesetzt.

#### Todesumstände
Die genauen Umstände seines Todes konnten nicht restlos geklärt werden. Mitglieder der GSG-9 widersprachen sich in ihren Aussagen teilweise. Außerdem wurden Fehler bei der Spurensicherung gemacht: Das Projektil, welches für den tödlichen Kopfschuss bei Grams verantwortlich war, wurde nicht gefunden. Das hat eventuell Spuren vernichtet, die hätten belegen können, dass Grams erst Newrzella in einem Schusswechsel tödlich verletzte, um sich dann, getroffen und in der geschilderten ausweglosen Situation, selbst zu erschießen. Vor der Obduktion wurden Grams’ Hände gewaschen, um ihn eindeutig daktyloskopisch zu identifizieren, sein Kopf gewaschen und einige Haare weggeschnitten und weggeworfen – was mögliche Spuren beseitigte. Der Kriminalwissenschaftler Wolfgang Lichtenberg bezeichnete diese Vorgänge als „nicht korrekt“.
Vor allem im linken Spektrum ist der Verdacht verbreitet, Grams sei von einem GSG-9-Mann gezielt getötet worden, obwohl er bereits kampfunfähig gewesen sei – eine Annahme, die der Politikwissenschaftler Alexander Straßner als Verschwörungstheorie bezeichnet. Unabhängig voneinander berichteten zwei Zeugen, die dem Fernsehmagazin Monitor und dem Nachrichtenmagazin Der Spiegel einige Tage später Auskunft gaben, in diesem Sinne und sprachen von einer „Hinrichtung“. Daraufhin kam es – auch wegen Falschinformationen und unzureichender Spurensicherung durch die Ermittlungsbehörden – zu einer Vertrauenskrise der Öffentlichkeit in die Sicherheitsorgane, die zum Rücktritt des Bundesinnenministers Rudolf Seiters am 4. Juli 1993 und zur Versetzung des Generalbundesanwaltes Alexander von Stahl in den Ruhestand führte.
Der von Hans Leyendecker geschriebene Spiegel-Titel berief sich auf einen angeblichen Zeugen aus dem GSG-9-Kommando. Eine spätere Überprüfung von Leyendeckers Angaben durch die Spiegel-interne „Relotius-Kommission“ ergab 2019 Zweifel, ob der angebliche Zeuge tatsächlich existiert hatte. Am 29. Oktober 2020 bezeichnete der Spiegel seine damalige Berichterstattung als einen journalistischen Fehler und distanzierte sich.
Durch die folgenden Untersuchungen und fünf rechtsmedizinische Gutachten wurden die Geschehensabläufe im Folgenden jedoch insoweit geklärt, dass die Aussagen der beiden Zeugen – die auch in sich widersprüchlich waren – von der ermittelnden Staatsanwaltschaft Schwerin nicht als glaubwürdig eingestuft wurden. Die Staatsanwaltschaft stellte im Januar 1994 ihre Ermittlungen gegen die beteiligten GSG-9-Beamten ein; demnach beging Grams mit einem aufgesetzten Kopfschuss Suizid. Auch Jahre nach den Vorfällen wurden Texte und Bücher veröffentlicht, die die Ergebnisse der Untersuchung bezweifeln oder angreifen.
Auch Grams’ Eltern gingen davon aus, dass ihr Sohn von GSG-9-Beamten gezielt getötet worden war. Die Generalstaatsanwaltschaft Rostock lehnte ihre Beschwerde gegen die Verfahrenseinstellung ab. Ein Klageerzwingungsverfahren vor dem Oberlandesgericht Rostock wurde am 29. März 1996 als unbegründet verworfen, eine Verfassungsbeschwerde am 17. Juli 1996 vom Bundesverfassungsgericht nicht zur Entscheidung angenommen. Die Zivilklage der Eltern vor dem Landgericht Bonn auf Erstattung der Überführungs- und Beerdigungskosten ihres Sohnes wurde mit der Begründung rechtskräftig abgewiesen, dass für einen aufgesetzten Schuss durch einen GSG-9-Beamten „auch nach Ausschöpfen aller Erkenntnismöglichkeiten“ keinerlei Umstände sprächen. Die Menschenrechtsbeschwerde beim Europäischen Gerichtshof für Menschenrechte in Straßburg wurde am 5. Oktober 1999 einstimmig als unbegründet abgewiesen; die Ermittlungen der Staatsanwaltschaft Schwerin seien korrekt durchgeführt worden. Als Stand der zeithistorischen Erkenntnis hielt die Historikerin und Terrorismus-Expertin Petra Terhoeven 2017 fest, Grams habe, von mehreren Polizeikugeln getroffen, sich das Leben genommen; Gerüchte einer Hinrichtung hätten sich über Jahre gehalten, seien aber „schließlich widerlegt“ worden.

### DNA-Analyse im Fall Rohwedder
Wolfgang Grams ist die Beteiligung an keiner der Gewalttaten nachgewiesen worden, zu denen sich die dritte RAF-Generation bekannt hat. Auch die Ermordung des damaligen Treuhand-Chefs Detlev Rohwedder im April 1991, zu dem sich die RAF in einem am Tatort gefundenen Schreiben (und später wiederholt) bekannt hatte, war ebenso lange völlig ungeklärt. Im Jahr 2001 konnte ein Haar, das von einem Handtuch vom Rohwedder-Tatort stammte, durch eine DNA-Analyse zweifelsfrei Grams zugeordnet werden. Die Bundesanwaltschaft benannte Grams nicht als Tatverdächtigen, da sie dieses Indiz als nicht ausreichend bewertete. Auf eine Anfrage der PDS-Bundestagsfraktion erklärte die Bundesanwaltschaft, eine Überprüfung von Haaren sei auch zu einem früheren Zeitpunkt ohne eine DNA-Analyse möglich gewesen, aber nicht durchgeführt worden, weil nach Grams’ Tod zwar eine Blut-, aber keine Haarprobe entnommen worden sei. Wolfgang Kraushaar sieht durch dieses Indiz eine „hohe Wahrscheinlichkeit“, dass Grams „in das Verbrechen verstrickt gewesen sein musste“.

## Rezeption
Grams wurde postum zusammen mit dem von der RAF ermordeten Deutsche-Bank-Vorstandssprecher Alfred Herrhausen im mehrfach ausgezeichneten Dokumentarfilm Black Box BRD porträtiert. Der 2001 erschienene Film von Andres Veiel erzählt die Verschränkung der Lebenswege von Herrhausen und Grams. Dabei kamen in zahlreichen Interviews Verwandte und Freunde beider Protagonisten ebenso zu Wort wie ehemalige Kollegen von Herrhausen und seine Ehefrau Waltraud.
Literarisch verarbeitete den gescheiterten Festnahmeversuch in Bad Kleinen und dessen juristische Aufarbeitung Christoph Hein in seinem 2005 erschienenen Roman In seiner frühen Kindheit ein Garten, der 2006 auch als Theaterstück aufgeführt wurde. Auch der Krimi-Autor Wolfgang Schorlau nahm sich in seinem Roman Die Blaue Liste des Themas an. Die Punk-Bands WIZO, Slime und Kapitulation B.o.N.n. stellen das Geschehen von Bad Kleinen als absichtliche Tötung durch die GSG-9 dar. Auch die Punk-Band Dritte Wahl widmete Grams’ Tod ein Lied. Dagegen wird im 2021 erschienenen Lied Wer hat uns verraten? der Antilopengang der Lebensweg von Wolfgang Grundmann, einem weiteren RAF-Mitglied, nachvollzogen. Im Lied ist nur von „Wolfgang G.“ die Rede.